# Лепсе (судно)
«Ле́псе» — судно-заправник атомного криголамного флоту Росії. Належить ФГУП «Атомфлот». У 1988 році судно виведено з експлуатації, а в 1990 році переведено в категорію стоячих суден. У пеналах і кесонах сховища відпрацьованого ядерного палива (ВЯП) судна розміщено 639 відпрацьованих тепловиділяючих збірок (ВТВЗ), частина з яких пошкоджена.

## Історія
Судно було названо в пам'ять учасника трьох російських революцій робочого Івана Лепсе і закладено на Миколаївській верфі в 1934 році. Його будівництво тривало аж до початку другої світової війни.
Теплохід «Лепсе» було піднято з дна Чорного моря після закінчення німецько-радянської війни.

## Заправник атомного флоту
У 1959 рік у при будівництві атомного криголама «Ленін» з'ясувалося, що для нормальної експлуатації криголама необхідне судно супроводу, спеціально обладнане для прийому радіоактивних відходів і охолоджуючих вод реакторних контурів. Вибір фахівців упав на суховантаж «Лепсе» через дуже міцний на ті часи корпус. Вже в 1961 році Адміралтейський завод в Ленінграді переобладнав судно для нових цілей.
У період з 1963 по 1981 рік «Лепсе» провів 14 операцій з перезарядки ядерного палива на атомних криголамах «Ленін», «Арктика» і «Сибір». У 1981 році судно переобладнали в сховище відпрацьованого ядерного палива, радіоактивних відходів, оснащення.

## Аварія
У 1984 році судно вирушило у свій останній рейс і в Карському морі потрапило в сильний шторм. Радіоактивна вода вихлюпнулася в приміщення сховища, і потім його не вдалося повністю дезактивувати. З того часу рівні радіації у всіх приміщеннях «Лепсе» залишаються високими, що заважає його утилізації. З кінця 1980-х років «Лепсе» стоїть біля причалу, являючи собою все більшу потенційну ядерну та радіаційну загрозу
10 вересня 1986 було прийнято спеціальну постанову ЦК КПРС і Ради міністрів СРСР про проєкт утилізації судна.

## Сучасний стан
Судно «Лепсе» базується на РТП «Атомфлот» у безпосередній близькості від житлових кварталів Мурманська. Аварійне відпрацьоване ядерне паливо з реакторів криголамів залишається в його сховищі до сьогодні.
У сховищах судна розміщено 639 тепловиділяючих збірок з ВЯП, частина з яких пошкоджена, причому вивантаження частини цих збірок зі сховища штатним способом неможливе. Всього на судні, збудованому ще в 1934 році, досі зберігається сумарно 260 кг урану (U-235), 156 кг продуктів поділу та 8 кг радіонукліда плутонію (Pu-239). Активність ВЯП у сховищі нині становить близько 680 тис. кюрі, що порівняно з активністю викиду при аварії на ВО «Маяк» у 1957 році. 
Утилізація «Лепсе» включена до списку дев'яти першочергових проєктів Стратегічного майстер-плану, розробленого на замовлення Європейського банку реконструкції та розвитку. Утилізація даного судна обійдеться приблизно в 40 мільйонів євро. За оцінками експертів завершення робіт з утилізації корабля варто очікувати у 2015–2016 рр.